# انکی کورپوریشن
انکی کورپوریشن (انگلیسی: Anki Corporation) شرکت فناوری اطلاعات آمریکایی است، که در سال ۲۰۱۰ تأسیس شد.